# Patrick Wiggins (astronomo)
| 75072 Timerskine      | 14 novembre 1999 |
| 80180 Elko            | 3 novembre 1999  |
| 237277 Nevaruth       | 5 dicembre 2008  |
| 361690 Laurelanmaurer | 5 novembre 2007  |
| 391795 Univofutah     | 8 settembre 2008 |

Patrick Wiggins (Ogden, 1949) è un astronomo amatoriale statunitense, ex-meccanico dell'aeronautica militare.
Lasciata l'aeronautica, ha successivamente lavorato al Planetarium di Hansen in Utah e quindi al dipartimento di fisica e astronomia all'Università dello Utah. Volontario per la NASA dal 2001, è uno dei fondatori dell'osservatorio di Stansbury Park nello Utah.
Il Minor Planet Center gli accredita la scoperta di cinque asteroidi, effettuate tra il 1999 e il 2008, di cui due in collaborazione con Holly Phaneuf.
Ha inoltre scoperto o coscoperto sei supernovae.
Gli è stato dedicato l'asteroide 4099 Wiggins.